# چم شته سفلی
چم شته سفلی، روستایی از توابع بخش فیروزآباد شهرستان سلسله در استان لرستان ایران است. زبان مردم این روستا لکی است.

## جمعیت
این روستا در دهستان قلائی قرار دارد و بر اساس سرشماری مرکز آمار ایران در سال ۱۳۹۵، جمعیت آن ۲۹ نفر بوده که ۱۶ نفر مرد و ۱۳ نفر زن بوده اند. روستای چم شته سفلی دارای ۵ خانوار می باشد.